# Georg Juffinger

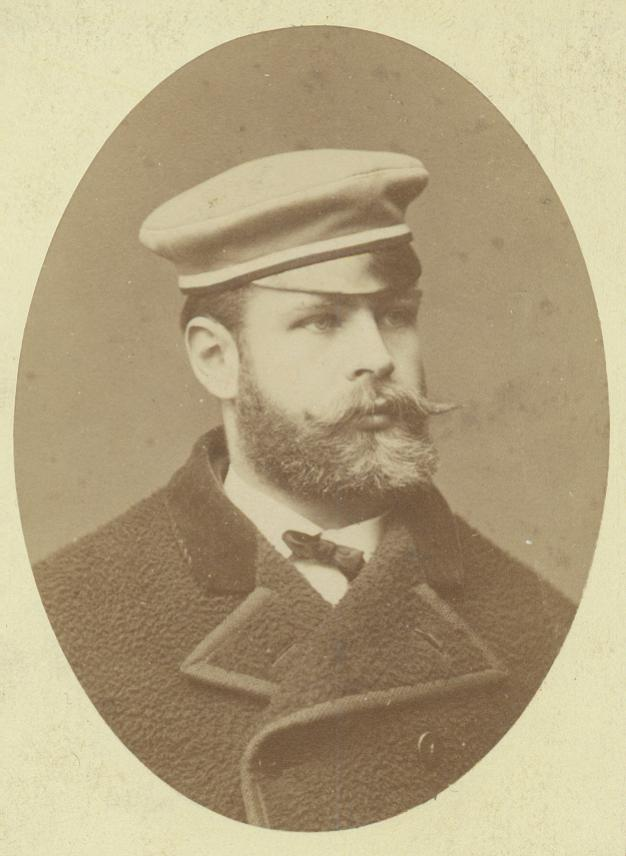
Georg Juffinger als Athese

Georg Juffinger (* 3. Juli 1853 in Hötting, Tirol; † 6. Dezember 1913 in Gries-Quirein, Südtirol) war ein österreichischer Laryngologe und Hochschullehrer.

## Leben
Juffinger studierte an der Universität Innsbruck Medizin und wurde dort 1881 zum Dr. med. promoviert. Danach war er an verschiedenen Kliniken tätig, wobei er sich die Laryngologie als Spezialgebiet wählte. 1892 habilitierte er sich als Privatdozent an der Universität Wien. Juffinger begann sein Hochschullaufbahn 1893 als Honorardozent an der Universität Innsbruck. Im Jahr 1894 wurde er dort Professor für Otiatrie und Laryngologie und Leiter der neu eröffneten Universitätsklinik für Oto-Laryngologie, ein Amt, welches er bis zu seinem Tod innehatte. Das besondere Forschungsgebiet von Juffinger waren die Tuberöse Sklerose und die Tuberkulose der oberen Luftwege. Juffinger war Mitglied des Corps Athesia Innsbruck (1873) und des Corps Saxonia Wien (1877).

## Werke
- Ein Fall von tuberkulösem Tumor der Nasenschleimhaut, in: Wiener klinische Wochenschrift, 1889.
- Das Sklerom der Schleimhaut der Nase, des Rachens, des Kehlkopfes und der Luftröhre, 1892.